# Mark Weir
Mark Anthony Weir (Gloucester, Inglaterra, 19 de septiembre de 1967) es un artista marcial mixto británico que compite en la división de la categoría de 185 libras. Ha competido en Ultimate Fighting Championship y PRIDE Fighting Championships.

## Primeros años
Mark Weir residee en Hempsted, Inglaterra, con su esposa Michelle y sus tres hijos, Tamara, Lyle & Mya. Weir transmite sus conocimientos a la próxima generación de su familia, como dijo una vez de su hija que "Tamara ya está ejerciendo la carrera en artes marciales recogiendo algunas de las habilidades". 

## Carrera
Weir comenzó su entrenamiento en artes marciales practicando judo y boxeo, pero más adelante cambió por el taekwondo porque su madre no quería que ejereciera en cuadro de tiempo completo. Obtuvo su cinturón negro en taekwondo en 1988 junto al Maestro Hee Il Cho, y luego pasó a obtener victorias en los campeonatos del mundo en 1988 y 1991. Weir subió de peso semipesado a pesado en más de las dos competiciones. 
Weir tuvo quizás su éxito más notable en el Ultimate Fighting Championship. El 13 de julio de 2002, noqueó a Eugene Jackson en 10 segundos en el UFC 38. Oportunamente, también era la primera vez que en el UFC había celebrado en Inglaterra, con una serie de artistas marciales mixtas británicos compitiendo junto a Weir en el Royal Albert Hall. Se consideró un campeón invicto del mundo antiguo en el Tae Kwon Do y Kickboxing, Mark Weir ha sido reconocido por su capacidad técnica de patadas y puñetazos.